# Грилихес, Авраам Авенирович
Авраам Авенирович Грилихес (1849, Вильна — 1912, Санкт-Петербург) — медальер.
Первоначальное образование получил в виленском раввинском училище и виленской рисовальной школе. В 1869 г. по настоянию М. Антокольского поступил в Академию художеств по медальерному отделению. В то время такого отделения в академии за отсутствием учеников не существовало, а потому для Грилихеса был специально открыт соответствующий класс и вызван лучший тогдашний медальер монетного двора Брусницын. В первом году пребывания своего в Академии Грилихес на выставке получил за портрет, исполненный на стали, серебряную медаль и в последующие годы удостоился нескольких медалей и денежных премий за выставленные работы. Между ними «Дискобол» и «Германик» были приняты в музей Академии.
По окончании Академии Грилихес поступил на службу медальером при Санкт-Петербургском монетном дворе и вскоре получил звание классного художника первой степени. Занимал должность старшего медальера монетного двора.

## Работы
- медали:
  - в память сорокалетия проф. Грубера,
  - 50-летия академика Кокшарова,
  - юбилея генерала Г. А. Леера,
  - юбилея принца М. Н. Лейхтенбергского,
  - преподнесенная французским обществом президенту Феликсу Фору,
  - в память спасения царского семейства 17 окт. 1888 г.,
- медаль и рубль в память открытия памятника императору Александру II в Москве,
- лицевые стороны монет рублевого, пятидесяти- и двадцатипятикопеечного достоинства, империал и полуимпериал,
- все портреты императора Александра III для капитульских медалей,
- наградная медаль С.-Петербургского университета и многие другие.

Кроме того, им исполнены работы на камнях:
- портрет барона Горация Осиповича Гинцбурга на горном хрустале (топазе), удостоенный на Всемирной Парижской выставке в 1889 году золотой медали,
- портрет вел. кн. Александры Георгиевны на ониксе, приобретенный вел. кн. Павлом Александровичем,
- портрет императора Николая II, приобретенный им же,
- портрет императора Александра II,
- портрет датской королевы Луизы на ониксе, приобретенный императрицей Александрой Феодоровной.